# Torneio de xadrez de Biel de 1985
O Torneio de xadrez de Biel de 1985 foi um dos três torneios interzonais realizados com o objetivo de selecionar dois jogadores para participar do Torneio de Candidatos de 1986, que foi o Torneio de Candidatos do ciclo 1985-1987 para escolha do desafiante ao título no Campeonato Mundial de Xadrez de 1987. A competição foi realizada na cidade em Bienna de 1 a 25 de julho e teve como vencedor Rafael Vaganian.

## Tabela de resultados[1][3]
Os nomes em fundo verde claro indicam os jogadores que participaram do torneio de Candidatos do ano seguinte:
|    |                               | Rating | 1 | 2 | 3 | 4 | 5 | 6 | 7 | 8 | 9 | 10 | 11 | 12 | 13 | 14 | 15 | 16 | 17 | 18 | Total | Tie break |
| -- | ----------------------------- | ------ | - | - | - | - | - | - | - | - | - | -- | -- | -- | -- | -- | -- | -- | -- | -- | ----- | --------- |
| 1  | URS Rafael Vaganian           | 2625   | - | ½ | ½ | 1 | 1 | ½ | ½ | ½ | ½ | ½  | ½  | ½  | 1  | 1  | 1  | 1  | 1  | 1  | 12½   |           |
| 2  | EUA Yasser Seirawan           | 2570   | ½ | - | ½ | ½ | ½ | ½ | 0 | ½ | ½ | ½  | 1  | 1  | 1  | ½  | 1  | 1  | 1  | 1  | 11½   |           |
| 3  | URS Andrei Sokolov            | 2555   | ½ | ½ | - | ½ | 0 | ½ | ½ | ½ | ½ | ½  | 1  | ½  | 1  | ½  | 1  | 1  | 1  | 1  | 11    |           |
| 4  | ENG Nigel Short               | 2575   | 0 | ½ | ½ | - | 1 | 1 | 0 | ½ | ½ | 1  | ½  | ½  | 1  | 1  | ½  | ½  | ½  | 1  | 10½   | 83.75     |
| 5  | NED John van der Wiel         | 2520   | 0 | ½ | 1 | 0 | - | 0 | 1 | ½ | ½ | ½  | 1  | 1  | 1  | ½  | 1  | ½  | ½  | 1  | 10½   | 81.25     |
| 6  | PHI Eugenio Torre             | 2535   | ½ | ½ | ½ | 0 | 1 | - | ½ | 0 | ½ | ½  | 0  | 1  | 1  | 1  | 1  | ½  | 1  | 1  | 10½   | 80.50     |
| 7  | URS Lev Polugaevsky           | 2600   | ½ | 1 | ½ | 1 | 0 | ½ | - | 1 | ½ | 1  | 0  | ½  | 0  | ½  | 0  | ½  | 1  | 1  | 9½    | 79.00     |
| 8  | YUG Ljubomir Ljubojević       | 2615   | ½ | ½ | ½ | ½ | ½ | 1 | 0 | - | ½ | 1  | ½  | ½  | ½  | ½  | ½  | ½  | 1  | ½  | 9½    | 78.25     |
| 9  | SWE Ulf Andersson             | 2590   | ½ | ½ | ½ | ½ | ½ | ½ | ½ | ½ | - | ½  | ½  | ½  | ½  | ½  | 1  | ½  | 1  | ½  | 9½    | 77.00     |
| 10 | CUB Amador Rodriguez Céspedes | 2505   | ½ | ½ | ½ | 0 | ½ | ½ | 0 | 0 | ½ | -  | ½  | 1  | 1  | ½  | 0  | ½  | ½  | 1  | 8     | 63.75     |
| 11 | HUN Gyula Sax                 | 2535   | ½ | 0 | 0 | ½ | 0 | 1 | 1 | ½ | ½ | ½  | -  | 0  | 0  | 1  | 0  | ½  | 1  | 1  | 8     | 62.50     |
| 12 | TCH Vlastimil Jansa           | 2480   | ½ | 0 | ½ | ½ | 0 | 0 | ½ | ½ | ½ | 0  | 1  | -  | 1  | ½  | 0  | 0  | 1  | 1  | 7½    | 57.75     |
| 13 | ARG Miguel Quinteros          | 2525   | 0 | 0 | 0 | 0 | 0 | 0 | 1 | ½ | ½ | 0  | 1  | 0  | -  | 1  | 1  | 1  | 1  | ½  | 7½    | 52.25     |
| 14 | ISL Margeir Petursson         | 2550   | 0 | ½ | ½ | 0 | ½ | 0 | ½ | ½ | ½ | ½  | 0  | ½  | 0  | -  | 1  | 1  | ½  | ½  | 7     |           |
| 15 | ISR Lev Gutman                | 2485   | 0 | 0 | 0 | ½ | 0 | 0 | 1 | ½ | 0 | 1  | 1  | 1  | 0  | 0  | -  | 1  | ½  | 0  | 6½    |           |
| 16 | CHN Li Zunian                 | 2465   | 0 | 0 | 0 | ½ | ½ | ½ | ½ | ½ | ½ | ½  | ½  | 1  | 0  | 0  | 0  | -  | ½  | ½  | 6     |           |
| 17 | SWI Charles Partos            | 2425   | 0 | 0 | 0 | ½ | ½ | 0 | 0 | 0 | 0 | ½  | 0  | 0  | 0  | ½  | ½  | ½  | -  | 1  | 4     |           |
| 18 | ESP Angel Martin-Gonzalez     | 2430   | 0 | 0 | 0 | 0 | 0 | 0 | 0 | ½ | ½ | 0  | 0  | 0  | ½  | ½  | 1  | ½  | 0  | -  | 3½    |           |